# Grand Prix de Denain 2011
Il Grand Prix de Denain 2011, cinquantatreesima edizione della corsa e valida come evento dell'UCI Europe Tour 2011 categoria 1.1, si svolse il 14 aprile 2011 su un percorso totale di circa 199 km. Fu vinto dal francese Jimmy Casper che terminò la gara in 4h32'10", alla media di 43,88 km/h.
Al traguardo 133 ciclisti portarono a termine il percorso.

## Ordine d'arrivo (Top 10)
| Pos. | Corridore           | Squadra         | Tempo    |
| ---- | ------------------- | --------------- | -------- |
| 1    | Jimmy Casper        | Saur-Sojasun    | 4h32'10" |
| 2    | Romain Feillu       | Vacansoleil     | s.t.     |
| 3    | Aidis Kruopis       | Landbouwkrediet | s.t.     |
| 4    | Leigh Howard        | HTC-Highroad    | s.t.     |
| 5    | Denis Flahaut       | Roubaix         | s.t.     |
| 6    | Danilo Napolitano   | Acqua & Sap.    | s.t.     |
| 7    | Robert Hunter       | RadioShack      | s.t.     |
| 8    | Nacer Bouhanni      | FDJ             | s.t.     |
| 9    | Fabien Bacquet      | BigMat          | s.t.     |
| 10   | Michaël Van Staeyen | Topsport Vl.    | s.t.     |